# 趙威
趙威（網名「考拉」，1991年10月20日—），河南济源市人，北京維權律師李和平的女助理，2015年7月遭公安抓捕，2016年1月8日被以涉嫌顛覆國家政權罪正式逮捕並關押，媒體當時指她可能是全中國最年輕的在押政治犯。2016年7月7日，天津市公安局称她“认罪态度比较好，对罪行供认不讳，所以取保候审”。

## 簡歷
趙威從大學時期就從事公益活動，2014年10月起進入北京高博隆華律師事務所擔任李和平律師的助理，協助法律維權，曾參與「平冤大鵬車」、「江西高院門口律師捍衛閱卷權」等維權活動。母親鄭瑞霞接受英國《衞報》專訪時說，已近8個月沒見過女兒，而且6個月女兒音信全無，她深信中共當局有虐待趙威，否則不會不准母親探視。她並形容，即使女兒趙威沒犯罪，「黨說有罪，你就有罪」。

### 被抓捕起訴
在2015年7月10日中國公安對維權律師大抓捕中，趙威和李和平律師同一天被抓捕並關押（李和平下落不明），公安當局拒絕家屬及律師會見；她在遭當局指定居所監視居住六個月期限將屆滿前，於2016年1月8日被以涉嫌「顛覆國家政權罪」正式逮捕，目前在天津市第一看守所，但律师和家属们的探视请求却一直未被警方与看守所批准。該罪名最高可能判無期徒刑。赵威的母亲向法新社說，她感到非常难过。

### 取保候审
2016年7月7日，天津市公安局称她“认罪态度比较好，对罪行供认不讳，所以取保候审”。《环球时报》连续两天刊文宣传赵威取保事件，称赵威被“维权律师”利用了，是个单纯的受害者。
2016年5月赵威家人听说赵威在狱中被狱警性侵犯，但看守所既无法证实事件真伪，也不允许家人探望赵威。事件真相尚不明朗。
有消息说，取保候审后，家人最关心的一件事就是她“在关押期间是否受到性侵”。她非常奇怪家人为何突然问起这个根本就没有的问题，后来才知道她“被性侵”一事在境内外已被炒得沸沸扬扬。赵威表示“我强烈要求公检法机关严惩造谣者、传谣者，追究其法律责任，恢复我的声誉，维护社会正义，我保留向造谣者追索名誉和精神损失赔偿的权利！”
7月7日晚，赵威在其微博上发表公开信，对此前“天真幼稚”的行为表示深刻悔悟和反省。信中称，她经人引荐担任北京高文律师事务所李和平律师的助理，其供职机构名义上是做“反酷刑”研究，实际上是通过资助项目来搜集、整理一些国内敏感案事件的资料并进行炒作，借此抨击中国的司法体制和社会制度、鼓动改变现行体制。他们组织的所谓“研讨会”无非是给“维权律师”和敏感人士提供认识和交流平台，使这些人成为他们在中国进行渗透和平演变的帮手和棋子。
赵威说：“我真的没想到自己的行为恰恰在背叛自己的理想，伤害自己最热爱的祖国，不经意间使自己成为别有用心的人的棋子。”“我对自己年轻单纯、涉世未深、偏执盲目铸成的大错感到追悔莫及，并真心悔悟，我愿为我的过错承担责任，今后我将告别旧我，不负韶华，给大家展现一个全新的考拉。”

#### 质疑
2016年7月11日，赵威的丈夫游明磊在接受美国之音采访时表示，他和赵威的家人都不知道被官方宣布取保候审的妻子目前身在何处，所以不清楚赵威上述言论的真实性。
中国维权律师陈泰和指出：考拉赵威对李和平的指控完全不是事实，相信赵威将来自由了，会说出事情的真相。他说：赵威作为一个涉世不深的女青年，面对拘留所的酷刑和无恶不作的警察，她说出任何违心的话都不奇怪：“比如，叫赵威指控李和平，就让取保候审，赵威觉得关了怎么久，你硬要我把事情反着说，我先说了，先出来，这都是可以理解的。但是这个案子如果到了法庭上，我觉她应该站出来。我相信赵威完全自由了，她会说出真相。”
人权律师滕彪表示：对于赵威在微博帐号上高调发表的言论，不能确定是其本人真实意思的表示，还是被公安人员指示或代发的，不过显然她本人是受到了巨大的压力，也许她已经成为了官方打压李和平、任全牛等其他人权律师的一个工具。
旅美的中国维权律师肖国珍认为：“赵威的信息未必是她本人发的，就算是她本人发的，那也是在中共当局的胁迫之下发的。这就是为什么微博里有信息，但是她的丈夫却见不到她。如果她真的是取保候审的话，正常的情况，他的丈夫、她的母亲，都是应当能见到她的。据我们知道的情况，这些所谓以赵威名义发出来的信息，都是中共当局的一个棋子，他们的目的是陷害维权律师群体，尤其是跟她有关联的李和平律师和任全牛律师。”

### 起訴任全牛
赵威在獄中的聲明聲稱，其被捕后亲自委托的律师是董亚楠，而其家人在赵威并不知情的情况下另外聘请了律师任全牛，任全牛在互联网上编造、发布“赵威在天津看守所遭遇人身侮辱”的虚假信息，并在网上广泛传播。2016年7月13日，当事人赵威已向河南省郑州市中原区人民法院对任全牛提起民事诉讼并追索精神损害赔偿10万元，人权律师滕彪则认为：任全牛在微博上发表的言论仅仅是求证事件真相的呼吁，而非故意散佈谣言，因为他并不知道他所看到的相关传闻是真是假，所以对于赵威的言论，不能确定是其本人真实意思的表示，还是被公安人员指示或代发的，她或被利用了。

### 後續
2023年6月，趙威在臉書公開指控自己在8年前在中國大陸遭朱瑞峰強暴，但朱瑞峰仍然沒有正面回應此事，而且拒絕當事人電話。

## 评论
- 中國共產黨中央宣傳部控制的機關报环球时报发表署名单仁平的文章，表示要“相信法院，相信中国依法治国的真实推进。”[19]
- 憲法學者陳永苗則撰文〈新世代的大陸「考拉」〉称其为“先知先覺”、「隨著大趨勢先知先覺的第一批九零後」。陳拿她與「不鏽鋼老鼠」劉荻相比較，「考拉」趙威曾作為中國大陸抗爭新世代的代表人物接受日本NHK電視台採訪；相對於中國絕大多數的「90後」世代，趙威是少數派，不能代表90後，但卻有「代表性」，因為她是先知先覺或「隨著大趨勢先知先覺的第一批九零後」；並稱趙威是「民國審美主義者」，因為民國復興領袖學者辛灝年在演講《為什麼回歸民國》時，曾拿出趙威穿戴中華民國國旗圍巾的照片[20]。
- 报纸《风媒体》對此疑惑不解並質疑：「幾百萬軍隊保衞的（共產黨）政權，會被一個小姑娘顛覆，難道是紙糊的？」[21]
- 劉曉原律師說「一個九○後女孩，被指定居所監視居住六個月後，一月八日被天津市公安局以涉嫌顛覆國家政權罪逮捕。比當年劉曉波的煽動顛覆國家政權罪更加嚴重！」[22]
- 对于《环球时报》的报道和评论，北京律师梁小军表示：在7.09案一周年之际，当局大肆炒作赵威取保候审事件，是为了再一次抹黑维权律师这一团体，“他们还是在延续以前一个抹黑的做法。为什么在这个时候发布，我们估计这不是到一周年了吗？可能他也知道民间、律师对这个事件有一个关注，在一周年的时候，包括国外的一些NGO机构会发声，他现在先发制人，先利用考拉这个事情进行抹黑。手法和以前有所不同，以前都是上电视认罪，他可能认为上电视认罪很多人反对，效果也不是很好，文章或微博可以留存，可以让人反复阅读，再加上环球时报的配合。”吴斌认为，周世锋等人的案件此前被移送检察院审查起诉，当局也是试图在开庭前抢先攻占舆论阵地。[23]

## 外部連結
- 臉書專頁-關注小夥伴考拉「趙威」（页面存档备份，存于）